# Letrasado

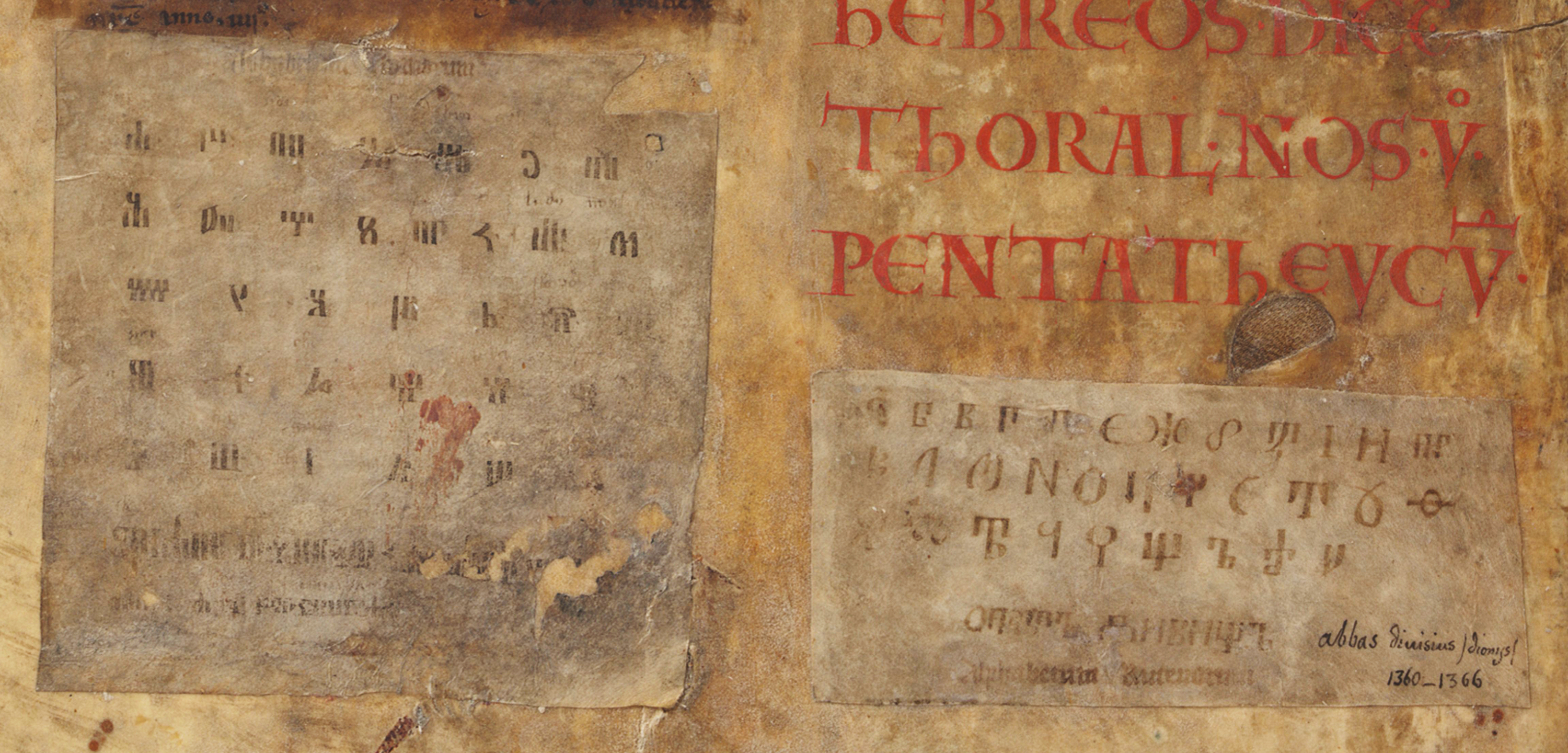
Alfabeto en papel antiguo

Letrasado es un término despectivo usado para menospreciar una persona que ha estudiado un itinerario o carrera de letras, como por ejemplo historia, filología, filosofía, entre otros.

## Trasfondo
Antes de que se acuñara la palabra, las personas de letras eran minoría pero en auge. Los titulados en letras llegan a ganar casi un 40% menos que las personas de ciencias. Los estudios de letras perdieron fuerza por el alza de las nuevas tecnologías.
La distinción se hace en cuarto de la ESO, donde es posible elegir entre ciencias y letras. A partir de aquel momento, los itinerarios cambian y las asignaturas también.
Aun así, en la Universidad la cifra cambia drásticamente. Solo el 10,5% de los alumnos de bachillerato se decantan por carreras de ciencias.

## Historia
La palabra fue acuñada por la periodista Elvira Lindo, en un artículo publicado el 21 de abril del 2017 en El País, titulado No me llames letrasado. En el artículo, Lindo justificaba que no había más salidas en letras que en ciencias, y que tanto las ciencias como las letras importan. La palabra ya se usaba antaño, aunque comenzó a popularizarse en medios de comunicación y redes sociales desde entonces.[cita requerida]
En 2022 se publicó un reportaje en La Voz de Galicia donde se habló de la división que existe en los institutos entre ciencias y letras.

## Significado
La palabra une las palabras letra, y la terminación -sado, procedente del sadomasoquismo, también presente en la palabra retrasado. La palabra quiere ironizar y criticar alguien que, por decisión propia, ha decidido estudiar letras, despreciando el valor de este itinerario.

## Críticas
Mucha gente se queja del término porque se desprecia la gente de letras: Ni una persona de letras es más lista que una de ciencias ni viceversa.